# American Outlaws
American Outlaws är en amerikansk westernfilm från 2001 i regi av Les Mayfield.

## Handling
Colin Farrell spelar Jesse James, en ung soldat från amerikanska inbördeskriget som nu vill slå sig till ro hemma med sin bror och sin kära mor. Allt han önskar är att få arbeta fri som en bonde.
När han väl kommit hem så är läget inte alls som han hade tänkt sig, det så kallade "Järnvägsbolaget" vill köpa hans och hela byns gårdar för att själva kunna riva allt och bygga en järnväg som ska gå igenom hela Förenta staterna. 
Jesse gör uppror mot järnvägen med sin bror och kusinerna Younger och skapar "James Younger-gänget", som rånar alla banker där järnvägen lagt alla sina pengar. Pinkerton-detektiverna sätts på fallet att arrestera "James Younger-gänget" och det utspelas en katt-och-råtta-lek mellan gänget och Pinkerton.

## Rollista
| Colin Farrell    | – Jesse James                                       |
| Scott Caan       | – Cole Younger                                      |
| Ali Larter       | – Zerelda "Zee" Mimms                               |
| Gabriel Macht    | – Frank James                                       |
| Gregory Smith    | – Jim Younger                                       |
| Harris Yulin     | – Thaddeus Rains, President Rock Northern Rail Road |
| Kathy Bates      | – Ma James                                          |
| Timothy Dalton   | – Allan Pinkerton                                   |
| Will McCormack   | – Bob Younger                                       |
| Ronny Cox        | – Doc Mimms, Zee's Dad                              |
| Terry O'Quinn    | – Rollin H. Parker - Rains' Gopher                  |
| Nathaniel Arcand | – Comanche Tom                                      |
| Ty O'Neal        | – Clell Miller                                      |
| Joe Stevens      | – Loni Packwood                                     |
| Barry Tubb       | – Captain Malcolm                                   |